# Station Løten
Station Løten is een station in  Løten in fylke Innlandet  in  Noorwegen. Het station ligt aan Rørosbanen. Løten werd in 1862 geopend als Station Berg aan de spoorlijn die toen nog van Hamar tot Grundseth liep. De huidige naam, eerst nog geschreven als Løiten, kreeg het station in 1879.